# Pachyolpium brevifemoratum
Pachyolpium brevifemoratum är en spindeldjursart som först beskrevs av Luigi Balzan 1887.  Pachyolpium brevifemoratum ingår i släktet Pachyolpium och familjen Olpiidae. Inga underarter finns listade i Catalogue of Life.